# Lauren Gold
Pour les articles homonymes, voir Gold.
Lauren Gold, née le 9 janvier 1981, est un mannequin britannique.

## Biographie
Elle a commencé sa carrière de mannequin à treize ans. Sa première apparition majeure a été la campagne de La Senza. Il est également apparu dans des campagnes pour Coca-Cola, Vodafone, Pantene, Triumph, Jockey, Brilleland, Truworths, Brockmans Gin, Elizabeth Arden, Marks & Spencer, Next, East Ltd, Lenor et Wonderbra,.
Elle est apparue dans des clips de MJ Cole (Crazy Love), Robbie Williams (Rock DJ) et Roxette.
Gold est une actrice. Elle a joué dans le drame ITV Dream Team et Beyond the Rave. Elle a joué un petit rôle dans Double Zéro.
Actuellement, elle a signé avec des contrats les Modèles 1 à Londres, Modèles Cathy Quinn à New York, Unité Modèles à Munich, Modelwerk à Hambourg, Modèles centrale à Lisbonne, Francina à Barcelone, Stockholmsgruppen à Stockholm, MC2 à Tel Aviv, Shine Group à Johannesbourg, Images à Athènes et IMM à Bruxelles.